# Трубятчинский, Николай Николаевич
Николай Николаевич Трубятчинский (1925, Ленинград, СССР — 2001, Беер-Шева, Израиль) — советский учёный, военный гидрограф, морской магнитометрист, инженер-подполковник, участник полярных экспедиций, основатель Морской арктической геологоразведочной экспедиции (МАГЭ).

## Биография
Николай Трубятчинский родился в 1925 году в Ленинграде в семье известного ученого, профессора ЛГУ Николая Николаевича Трубятчинского. Во время блокады Ленинграда был младшим командиром Комсомольского пожарного полка Октябрьского района. В феврале 1943 года был призван в армию и направлен на учебу в  Высший военный гидрометинститут им. Красной Армии (ВВГМИК), который он закончил в 1947 году.
В 1947–1961 гг. Н. Н. Трубятчинский служил в армии в качестве инженера-гидрографа и старшего преподавателя. В 1961 году попал под массовое сокращение кадрового состава Советской Армии и был досрочно уволен в запас в звании инженер-подполковника.
В 1961 году отказался от должности директора Сенного рынка в Ленинграде и согласился работать рядовым сотрудником в отделе геофизики НИИГА (НИИ геологии Арктики). Стоял у истоков создания Полярной Высокоширотной Воздушной Геофизической Экспедиции (ПВВГЭ), учрежденной в соответствии с совершенно секретным Постановлением Совета Министров СССР о проведении морской гравиметрической съёмки для введения поправок в траектории ядерных баллистических ракет, нацеленных на США. С декабря 1961 года по май 1962 года участвовал в океанографических исследованиях в Атлантике по программе военной гидрографии на паруснике «Крузенштерн»  .
В 1962 году возглавил Комплексную морскую геофизическую партию, проводившую геолого-геофизические исследования в Атлантическом океане. По материалам походов в Атлантику Трубятчинский подготовил и в 1963 году защитил кандидатскую диссертацию на тему «Исследование структуры водной толщи методами прикладной геофизики». 
До 1972 года работал в НИИГА в качестве начальника сектора и ответственного исполнителя нескольких научно-исследовательских разработок, связанных с изучением геологического строения морского дна методами электро- и магниторазведки.
В 1972 году НИИГА был преобразован в НПО «Севморгео» с научно-производственными экспедициями. Николай Николаевич был назначен начальником только что созданной Комплексной морской арктической геолого-геофизической экспедиции (КМАГЭ). У КМАГЭ не было ни специалистов, ни служебных помещений, ни судов, ни технических средств для проведения геолого-геофизических исследований в Баренцевом, Белом и Карском морях. Н. Н. Трубятчинский в течение нескольких месяцев смог организовать деятельность КМАГЭ, которая уже в 1973 году провела первые морские работы на шести судах.
В 1975 году по предложению Н. Н. Трубятчинского были проведены первые работы КМАГЭ в Атлантическом океане. В дальнейшем экспедиция стала вести морские работы круглогодично: летом и осенью в морях Арктики, зимой и весной в океанах. Своё первое пятилетие экспедиция, возглавляемая Трубятчинским, отметила составлением и передачей Министерству геологии СССР альбома выявленных нефтегазоперспективных площадей в Баренцевом и Карском морях, в том числе Северо-Гуляевской, Северо-Кильдинской, Мурманской, Харасавэй-море, Ленинградской. Все эти площади в настоящий момент являются месторождениями нефти и газа.
В последующие годы под руководством Н. Н. Трубятчинского КМАГЭ (с 1979 года — МАГЭ) успешно развивалась и выполнила целый ряд государственных программ по изучению морей Арктики, Антарктики и Мирового океана. В 1981 году за заслуги в освоении Арктики Н. Н. Трубятчинский был награждён орденом «Знак Почёта».
Летом 1987 года в результате интриг местных партийных структур Н. Н. Трубятчинский был отстранен от занимаемой должности и в дальнейшем работал в мурманском НИИ Моргеофизика.
В середине 1990-х годов Трубятчинский вместе с женой эмигрировал к её родственникам в Израиль, где в 2001 году умер от инфаркта. Похоронен на Альтернативном кладбище города Беер-Шева.

## Память
В его честь названо научное судно Морской геологоразведочной экспедиции (МАГЭ).

## Научные работы
- Диссертация на соискание учёной степени первой ступени «Исследование структуры водной толщи методами прикладной геофизики».

## Награды и премии
- Орден "Знак Почета" (1981)

В 2002 году его именем названа нефтегазоперспективная площадь в северной части Баренцева моря размером 1256.4 кв.км, гора в Антарктиде , а также научно-исследовательское судно «Николай Трубятчинский»   в составе научного флота Морской арктической геологоразведочной экспедиции (МАГЭ).
А известный бард и ученый Александр Городницкий посвятил ему песню «Подполковник Трубятчинский» .